# Nonthaburi Province Stadium
Das Nonthaburi Province Stadium (Thai สนามกีฬาจังหวัดนนทบุรี "นนทบุรี สปอร์ต คอมเพล็กซ์"), auch als Nonthaburi Sports Complex Stadium bekannt, ist ein Mehrzweckstadion in Nonthaburi in der Provinz Nonthaburi. Es wird hauptsächlich für Fußballspiele genutzt und war das Heimstadion vom thailändischen Drittligisten Raj-Pracha FC. Zurzeit wird das Stadion vom Viertligisten Nonthaburi FC genutzt. Das Stadion hat eine Kapazität von 10.000 Personen. Eigentümer und Betreiber des Stadions ist die Nonthaburi Provincial Administrative Organization.

## Nutzer des Stadions
| Verein        | Zeitraum der Nutzung |
| ------------- | -------------------- |
| Raj-Pracha FC | 2009, 2023 bis       |
| Nonthaburi FC | 2016 bis heute       |
| BGC FC        | 2019 bis 2021        |